# حاجیه هما خانم
حاجیه هما خانم با نام اصلی شاهزاده همایون سلطان (هما) خانم (درگذشت ۱۳۰۴ ش)، دختر بهمن میرزا بهاءالدوله، از زنان نیکوکار، مؤمن و اهل فرهنگ در خاندان قاجار بود که از طریق دو ازدواج مهم، به دو شاخه تأثیرگذار در ساختار قدرت و فرهنگ سیاسی ایران پیوست. او مادر چهره‌های سرشناس قاجاری چون  عبدالحسین میرزا فرمانفرما و ملک‌تاج خانم نجم‌السلطنه  (مادر محمد مصدق) بود و به‌سبب سفر حج و فعالیت‌های مذهبی و خیریه، به «حاجیه هما خانم» شهرت یافت.

## زندگی‌نامه

### نسب و تولد
هما خانم در نیمهٔ سده سیزدهم هجری قمری، در خانواده‌ای بافرهنگ و بانفوذ زاده شد. پدرش بهمن میرزا، فرزند عباس میرزا و نوه فتحعلی‌شاه قاجار، از رجال برجسته و والی آذربایجان بود که بعدها به قفقاز و عراق تبعید شد. مادر هما خانم از زنان گرجی‌تبار حرمسرای بهمن میرزا بود. دوران کودکی و نوجوانی هما خانم با مهاجرت‌های اجباری خانواده‌اش به قفقاز، تفلیس و سپس نجف همراه بود.

### جایگاه در خاندان قاجار
هما خانم از نسل مستقیم شاهزادگان عباس‌میرزایی بود که با وجود از دست دادن مناصب رسمی، نفوذ فرهنگی و منزلت اشرافی خود را در تبعید حفظ کردند. بهمن میرزا در تبعید نیز از حامیان دانش، ادب و کتابت بود. کتابخانهٔ او در تبریز و سپس در تفلیس شهرت داشت. به‌نظر می‌رسد هما خانم نیز متأثر از این فضا، زنی اهل مطالعه و ادب بوده است. هما خانم در دوران کودکی زیر نظر آموزگاران خصوصی، زبان فارسی، خوشنویسی و مقدمات زبان عربی و فرانسوی را آموخت. او بعدها، در پی سفرهای خانوادگی به عتبات، تجربه‌ای معنوی و فرهنگی یافت که در شکل‌گیری شخصیت او تأثیرگذار بود.

### ازدواج‌ها و فرزندان
هما خانم نخست با  قهرمان میرزا عمیدالدوله ، پسر عباس میرزا و برادر محمدشاه قاجار، ازدواج کرد. این ازدواج کوتاه بود و با مرگ زودهنگام عمیدالدوله پایان یافت. از این ازدواج پسری به نام کیومرث میرزا عمیدالدوله زاده شد. پس از آن، او به عقد  فیروزمیرزا نصرت‌الدوله فرمانفرما ، برادر همسر پیشینش درآمد. فیروزمیرزا از شاهزادگان مقتدر قاجاری و پدر فرزندان سرشناسی بود.
از ازدواج هما خانم و فیروزمیرزا، چهار فرزند به دنیا آمد:
- ماه‌سیما خانم عصمت‌السلطنه  که با عبدالعلی میرزا معتمدالدوله ازدواج کرد و در جوانی درگذشت؛
- ملک‌تاج خانم نجم‌السلطنه ، بانوی نیکوکار و بانی بیمارستان نجمیه در تهران، مادر محمد مصدق؛
- اشرف خانم سرورالسلطنه ، همسر مظفرالدین‌شاه قاجار؛
- عبدالحسین میرزا فرمانفرما ، از رجال تأثیرگذار قاجاری و پایه‌گذار خانواده بزرگ فرمانفرمائیان.

### سفر حج و لقب «حاجیه»
هما خانم در واپسین سال‌های عمر، به قصد انجام حج به سفر مکه رفت. سفر حج او تأثیری عمیق بر زندگی شخصی و اجتماعی‌اش گذاشت. پس از بازگشت، با لقب «حاجیه» شناخته شد که در آن دوران برای زنان جایگاه اجتماعی بالایی به همراه داشت. در این سفر نذر کرد که در صورت بازگشت، مسجدی در تهران بنا کند و وقف عام نماید.

### فعالیت‌های خیریه و موقوفات
از مهم‌ترین اقدامات او می‌توان به تأسیس مسجد شاهزاده خانم در محله سنگلج تهران اشاره کرد که در سال ۱۲۹۷ قمری، در دوران ناصرالدین‌شاه ساخته شد. این مسجد که امروز به نام مسجد الزهرا شناخته می‌شود، هنوز پابرجاست و از مساجد معتبر تهران به‌شمار می‌رود. همچنین ساخت گنبد امامزاده داوود نیز از اقدامات خیریه او به‌شمار می‌آید.
این فعالیت‌ها، در کنار تربیت فرزندانی مؤثر در تاریخ معاصر ایران، جایگاه حاجیه هما خانم را فراتر از یک شاهزاده قاجاری صرف می‌سازد؛ او زنی صاحب اراده، متدین و نیکوکار بود که نقش او در گذار اجتماعی ایران از سنت به تجدد، از طریق خانواده‌اش، به خوبی قابل مشاهده است.

### درگذشت
حاجیه هما خانم در سال ۱۳۰۴ هجری قمری، یک سال پس از درگذشت همسرش فیروزمیرزا، چشم از جهان فروبست. پیکرش بنا بر وصیت خود، در شهر  نجف ، در جوار بارگاه  امام اول شیعیان، به خاک سپرده شد. گرچه امروز آرامگاه مشخصی از او در دست نیست، اما مسجد و فرزندان او یادگارانی زنده از زندگی و منش اجتماعی او به‌شمار می‌روند.
درگذشت حاجیه هما خانم با واکنش‌هایی از سوی جامعه فرهنگی و مذهبی تهران همراه بود. در مطبوعات آن زمان از او با عناوینی چون «بانوی خیر» و «مادر مدارس دختران» یاد شد. برخی از مدارس و خیریه‌هایی که به همت او بنیان نهاده شد، تا سال‌ها پس از مرگش به فعالیت خود ادامه دادند.